# Marco Goecke
Marco Goecke (* 12. dubna 1972 Wuppertal, Německo) je německý choreograf. S baletem profesionálně začal v roce 1988. V roce 2010 spolu s Edem Wubbe vytvořil choreografii k baletu Songs for Drella, jehož námětem bylo stejnojmenné album Johna Calea a Lou Reeda z roku 1990.